# 雅克-38戰鬥機
雅克-38戰鬥機（俄語：Як-38,北約代號：Forger），是蘇聯海軍航空兵第一及唯一一款可供服役的垂直起降戰鬥機，同時也是蘇聯第一種實用化的固定翼艦載機型號。雅克-38的誕生和蘇聯首批可起降固定翼戰機的基輔級航空母艦有著密不可分的關係，前者在技術研發及戰術配置上幾乎專為後者而設。

## 設計特點

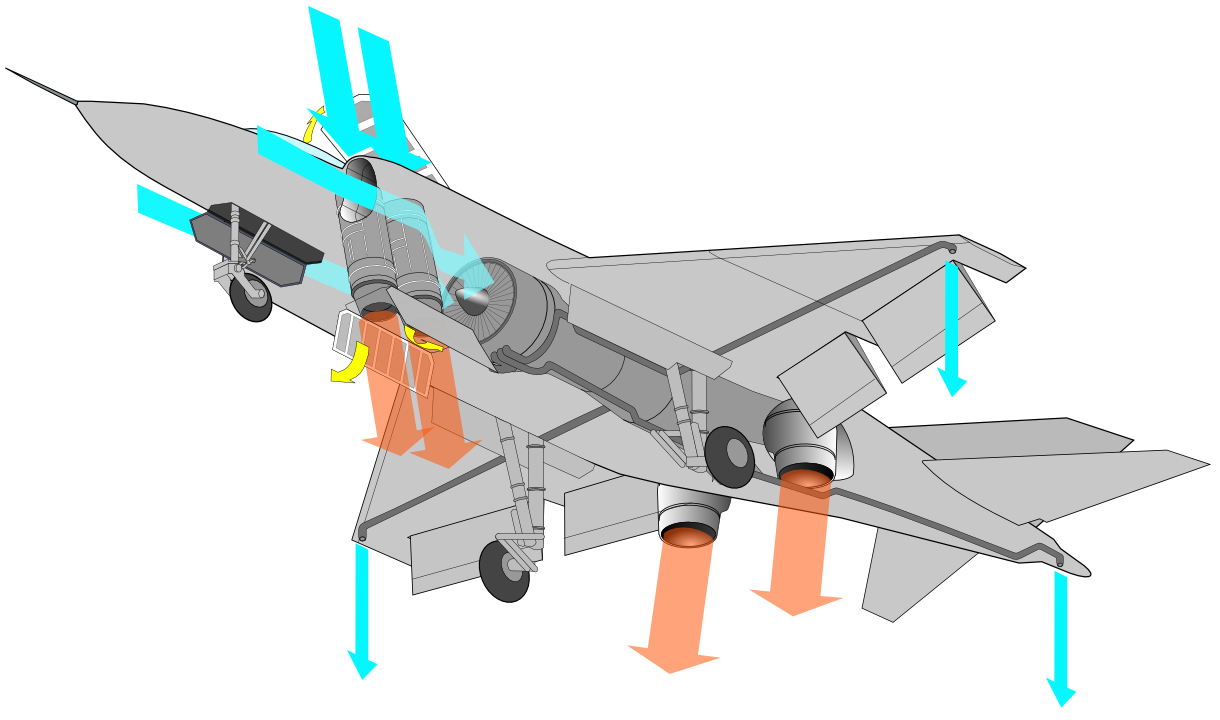
Yak-38動力解剖圖

Yak-38的垂直昇降系統和AV-8鷂式不同而是沿自Yak-36實驗機的設計，全機有三部發動機，分別是機尾的推進/昇舉發動機和在駕駛艙後方的兩部昇舉發動機。

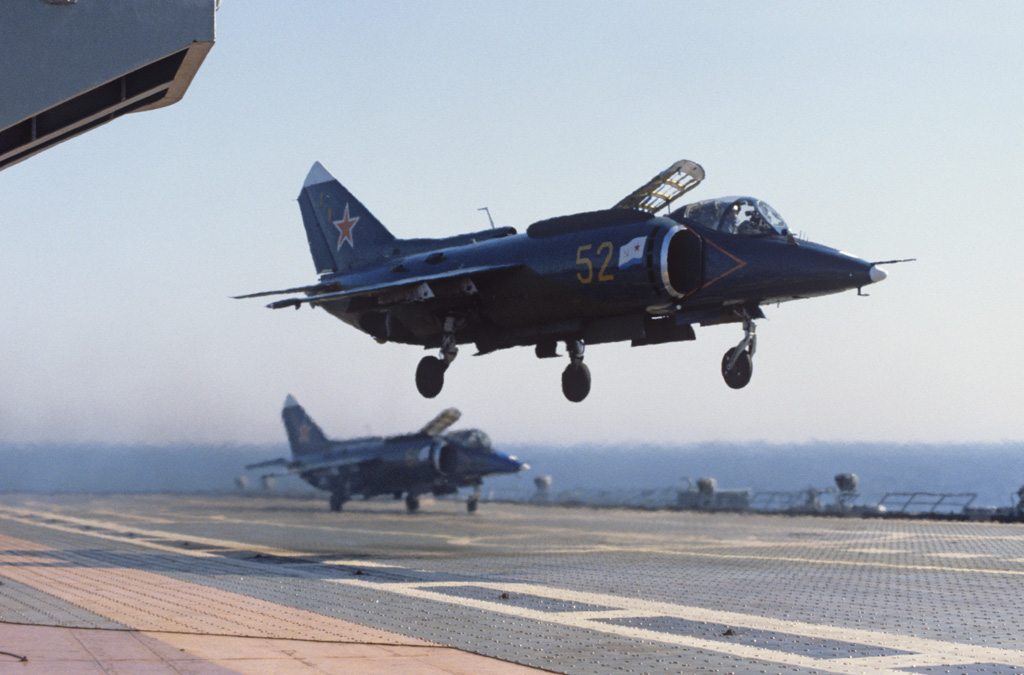
攝於1984年，雅克-38在新羅西斯克號航空母艦上作垂直起降

當要垂直昇降時，駕駛艙後方的蓋打開，內裡的兩部昇舉發動機開動，同時在機尾的發動機其噴管向下，三部發動機一起發功產生一股向上的總推力，由於在垂直昇降時各翼面皆失效，故主發動機有三條氣管分別向機尾和兩翼端產生推力去控制飛機，而當改為向前飛行，蓋關閉而兩部昇舉發動機也停機，主發動機停止向此三條氣管供氣而其噴管也改為水平向後，從而變成和普通飛機一樣向前飛行。

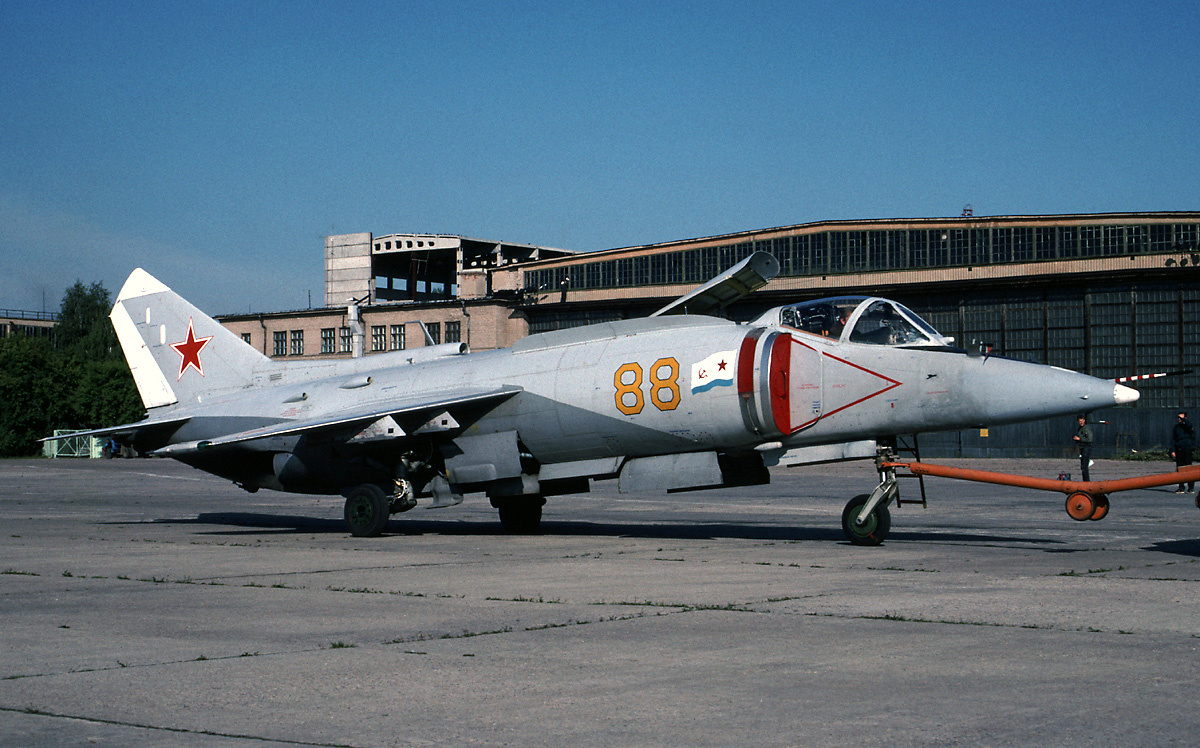
攝於1993年，雅克-38M在1993年莫斯科航展。

這種設計令Yak-38比較像普通飛機，從而在飛機設計上比較簡單而且也不需要像AV-8那樣巨大的進氣口，迎風面積減少從而有利高速飛行，但缺點是在機械結構上卻比較複雜，因要協調三部發動機從而故障的機會較高，也因此Yak-38的彈射座椅若在垂直昇降時有意外發生是會自動彈射，垂直起飛時耗油量也較大，而當向前飛行時那兩部昇舉發動機變成無用的呆重，又佔用機內空間，機內原本可容納燃料的空間都被佔去，所以Yak-38航程短，攜帶空戰彈藥及垂直升降的作戰半徑只有100公里，主翼的翼載也較高，故Yak-38的機動性差，難以挑戰美國海軍的主力戰鬥機，最多只能對付北約的反潛直升機。Yak-38作為艦載機，其主翼可以向上拆起以節省存放空間。

## 實戰使用

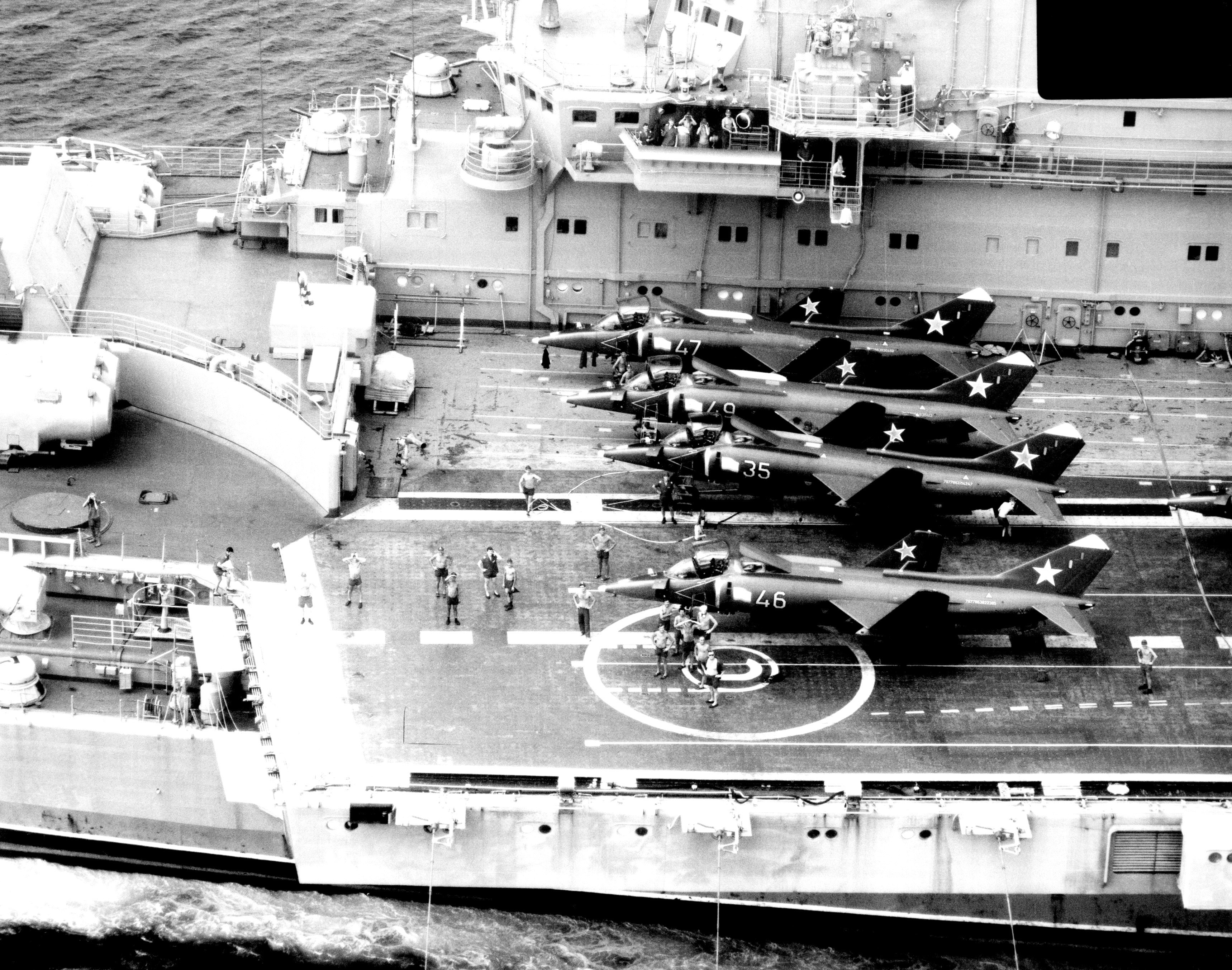
在明斯克號航空母艦上的Yak-38。

1976年，Yak-38部署在基輔號航空母艦出巡，但在出海不久即有近一半故障不能飛行，在一個月後更只有一架可以繼續飛，顯示出Yak-38的可靠性不佳，也許就是因為其垂直昇降系統的設計而引致，而且由於發動機在垂直昇降時向飛行甲板噴出灼熱氣流而把甲板燒穿，之後要在基輔級航空母艦的飛行甲板上加上厚厚的隔熱鋼板並且用鈦合金鉚釘固定，由於要增加載彈和載燃料量而改為在航空母艦的甲板上滑行起飛，這成了後來的Yak-38M。因為航程太短加上事故频发，蘇軍中给它起了外號“和平鸽”、“桅杆保衛者”。
蘇聯在1979年入侵阿富汗，由於阿富汗僅有少數機場可供傳統飛機升降，而且地形又以山區為主，開闢機場不易，可以垂直升降的Yak-38得到實戰機會，蘇聯軍方在1980年調派海軍的Yak-38到這個內陸國家作為對地攻擊機為陸軍助戰，但很快便發現Yak-38在高原地區起飛，可攜帶的彈藥及油料比航母上更少，而且在當地不平整的機場起飛，引擎更容易吸入砂塵，比海上操作更容易故障，除了飛行速度較快外，其他方面還不如武裝直升機，所以不久便撤出阿富汗。
Yak-38服役歷程間，主要駐地跟隨基輔級航空母艦而設置，蘇聯海軍航空隊中只有兩個飛行團配備該機，分別是駐紮在莫曼斯克的北方艦隊第279獨立海軍突擊航空團，駐紮海參威的太平洋艦隊第311獨立海軍突擊航空團，這兩個航空團都是由位在克里米亞薩基的海軍訓練中心進行培訓，為了訓練Yak-38的飛官與地勤人員，海軍訓練中心編制了第299獨立艦載教研突擊航空團，這三個航空團為Yak-38的使用單位。
1980年代後期Ka-29直昇機進入俄羅斯海軍航空隊服役，在作戰半徑與使用武器都比Yak-38更佳，使得僅能提供聊佩一格的空戰能力的Yak-38處境更加尷尬，未待蘇聯解體，Yak-38在1991年7月便進入停飛狀態。蘇聯解體後，雖然行政文書上Yak-38尚未退役，但實際上與退役無異，原先配備Yak-38的航空團也換用Su-25攻擊機，在文書作業中，Yak-38正式退役時間為2004年。

## 主要型號
- Yak-38

原名Yak-36M，Yak-38的初期型
- Yak-38U

Yak-38的雙座機型
- Yak-38M

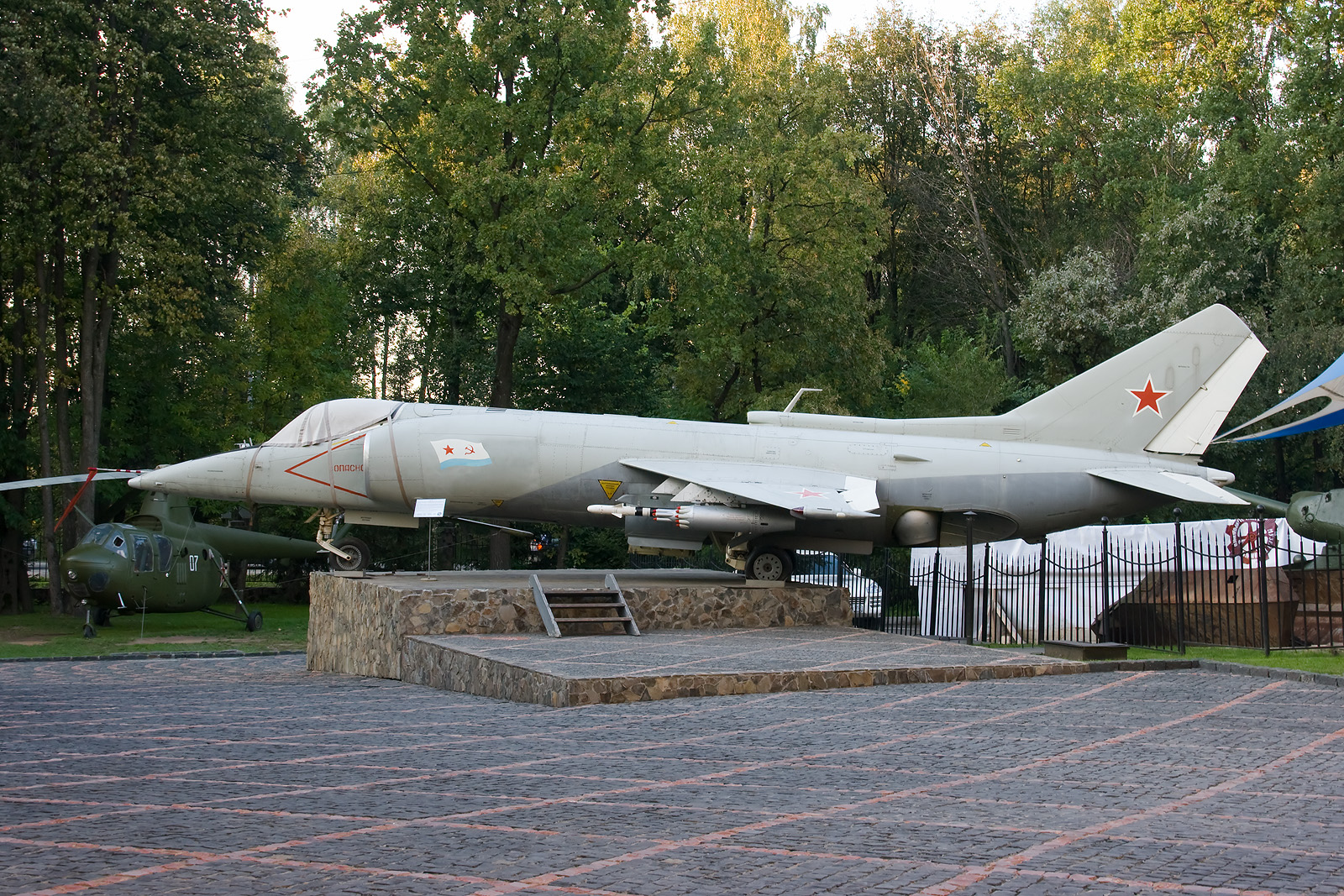
Yak-38初期型

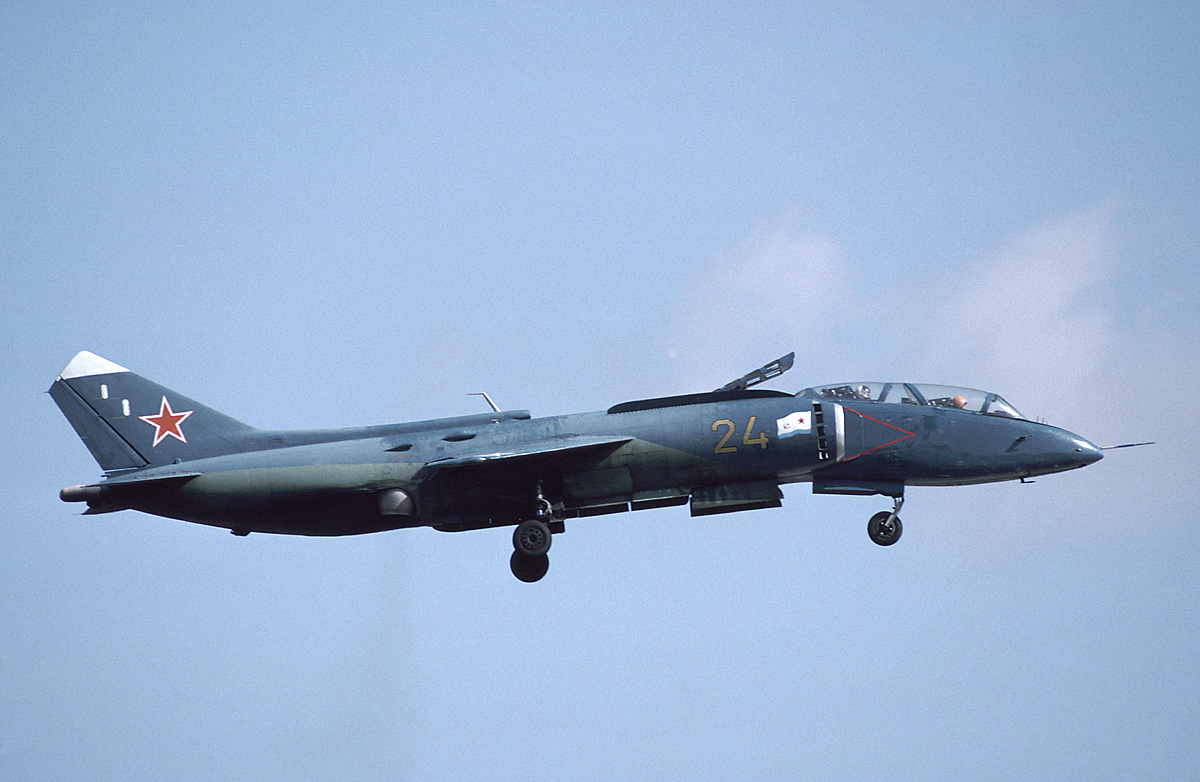
Yak-38U雙座教練機

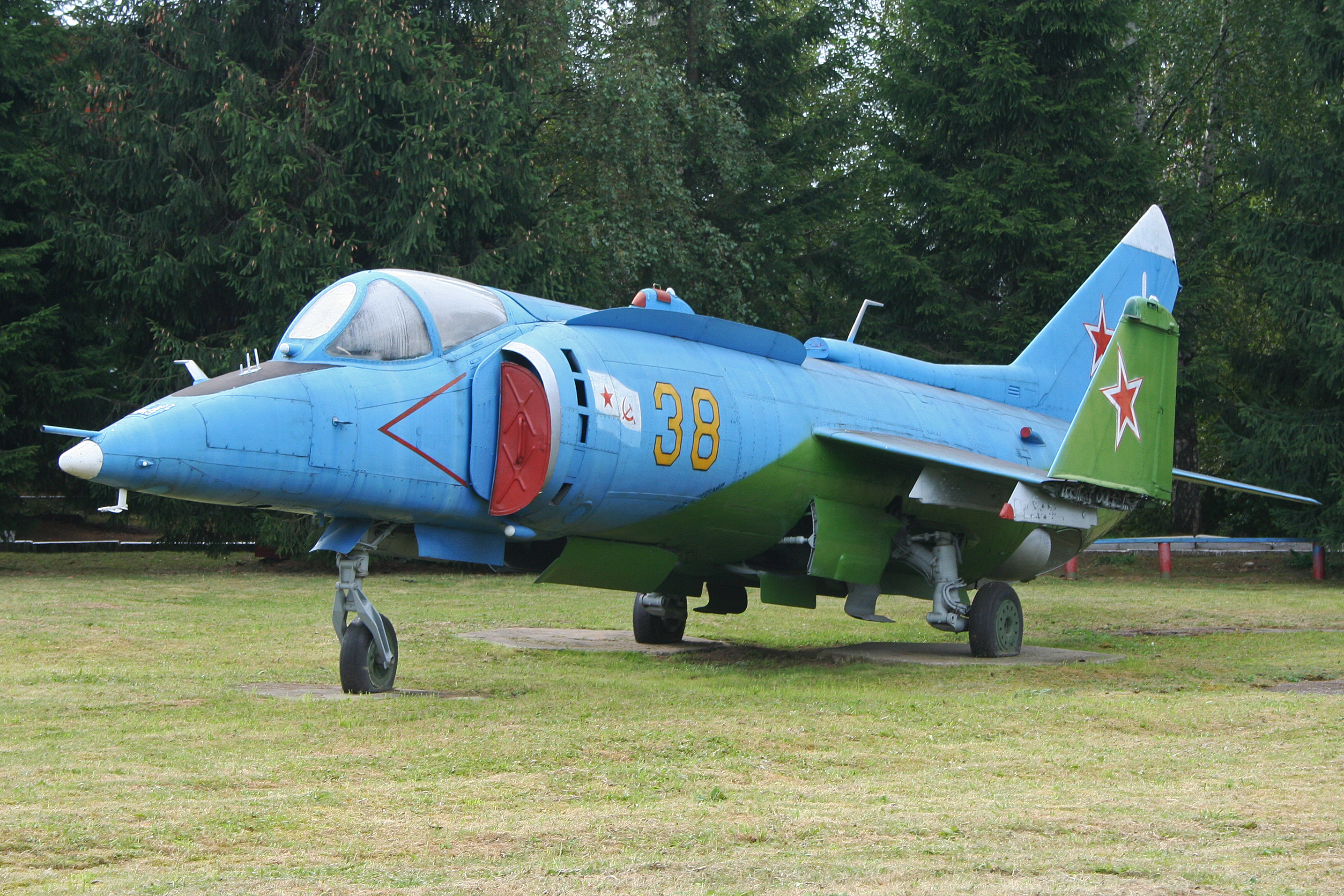
Yak-38M，請注意其舉昇發動機蓋旁的邊條

Yak-38的改良型，代號「產品82」，1984年至1988年間量產，共生產52架，並替換了服役中的Yak-38。換用了輸出功率增強的R28V-300渦輪噴射發動機和RD-38渦輪噴射發動機，些許提升了一些作戰性能。為了要能在航空母艦滑跳起飛，前起落架從全固定設計變更為可轉動的結構，外觀與前代型號區份的特徵是前部發動機艙蓋兩側，Yak-52M加裝了邊條。

## 流行文化
- 在日本漫畫家新谷薰筆下的漫畫《基地88》當中，反政府軍的祕密空軍基地就裝備了Yak-38，但在動畫版當中改成英國製霍克·西德利鷂式攻擊機。
- 在日本導演庵野秀明制作下的動畫《新世纪福音战士》當中，联合国海军的太平洋舰队就配備了Yak-38[2]

## 外部連結
- 巡洋艦上的紅色鐵匠 （页面存档备份，存于）